# Peeda jõe
Peeda jõe este o arie protejată (sit de importanță comunitară — SCI) din Estonia întinsă pe o suprafață de 5,7 ha, integral pe uscat.

## Localizare
Centrul sitului Peeda jõe este situat la coordonatele 58°13′20″N 26°43′13″E / 58.2222°N 26.7202°E.

## Înființare
Situl Peeda jõe a fost declarat sit de importanță comunitară în aprilie 2004 pentru a proteja un număr necunoscut de specii din flora spontană și fauna sălbatică aflate în arealul zonei.

## Biodiversitate
Situată în ecoregiunea boreală, aria protejată conține 1 habitat natural: Cursuri de apă de la nivel de câmpie la nivel montan, cu vegetație Ranunculion fluitantis și Callitricho-Batrachion.
La baza desemnării sitului se află un număr nedeclarat de specii protejate.